# Quadrangle de Devana Chasma
Le quadrangle de Devana Chasma (littéralement :  quadrangle du gouffre de Devana), aussi identifié par le code USGS V-29, est une région cartographique en quadrangle sur Vénus. Elle est définie par des latitudes comprises entre 0° et 25° N et des longitudes comprises entre 270° et 300° E,. Il tire son nom du gouffre de Devana.